# Colobothea sexualis
Colobothea sexualis là một loài bọ cánh cứng trong họ Cerambycidae.